# Viticoltura in Etiopia

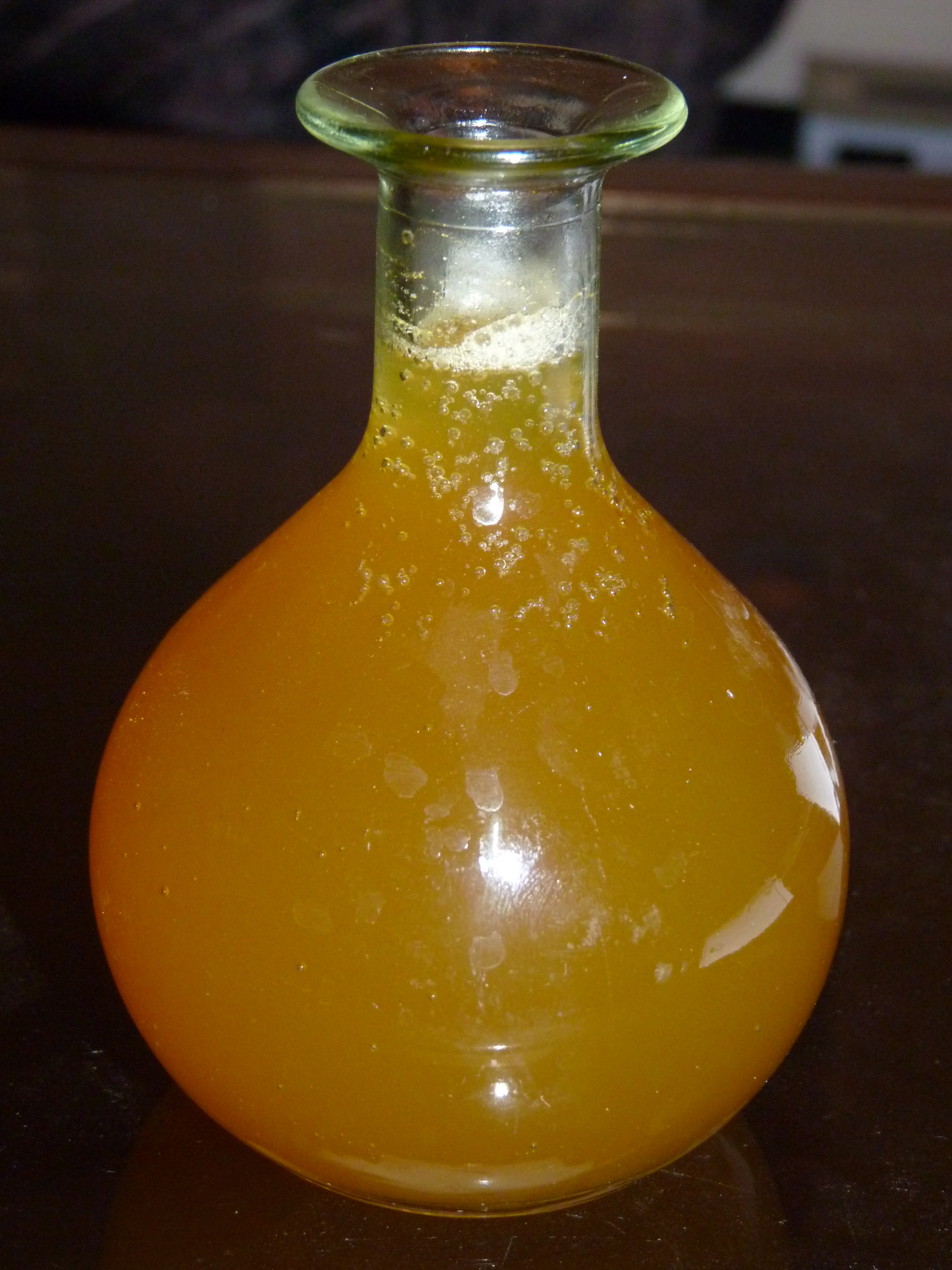
Tej, un idromele o vino al miele prodotto e consumato in Etiopia.

La viticoltura in Etiopia risale ai primi secoli del primo millennio d.C. Lo storico Richard Pankhurst osservò che i primi riferimenti al vino Axumita si possono trovare in una delle stele erette dal sovrano Ezana del IV secolo. La viticoltura Axumita è inoltre attestata da incisioni sulla base del grande obelisco del III secolo ad Axum. Anche il tej, il tradizionale vino di miele, è da tempo molto popolare.
La viticoltura contemporanea in Etiopia risale al 1956, con la fondazione della cantina Awash Winery da parte dell'imprenditore Mulugeta Tesfakiros e di Ras Mesfin Sileshi. Nel 2014 la cantina Awash produceva annualmente 10 milioni di bottiglie, la maggior parte delle quali consumate localmente. Nel 2014 la società francese di bevande Castel ha iniziato a produrre vini di diverse varietà su una tenuta di 120 ettari vicino a Ziway nella Rift Valley etiopica. Nel 2013 la produzione annuale era di 3 milioni di bottiglie, di cui circa la metà veniva esportata, principalmente in Cina.
Le condizioni climatiche e geografiche della parte centrale della Rift Valley etiopica rendono l'Etiopia particolarmente adatta alla viticoltura. Le precipitazioni annuali sono di circa 650 mm, le temperature medie sono di 25 gradi Celsius all'anno e la regione gode di terreni sabbiosi, condizioni ideali per la produzione di vino. Inoltre, data la vicinanza dell'Etiopia all'equatore, è possibile effettuare due raccolti all'anno. Anche i pendii occidentali delle Highlands etiopi godono di un clima mediterraneo interno, anch'esso favorevole alla coltivazione della vite.